# Villanueva de Arce
Villanueva de Arce (en euskera Hiriberri-Artzibar, y oficialmente Villanueva de Arce/Hiriberri-Artzibar) es un concejo  del municipio de Arce, en la Comunidad Foral de Navarra, España. En 2008 tenía 22 habitantes.

## Demografía
| 2000 | 2001 | 2002 | 2003 | 2004 | 2005 | 2006 | 2007 | 2008 |
| ---- | ---- | ---- | ---- | ---- | ---- | ---- | ---- | ---- |
| 35   | 35   | 32   | 29   | 23   | 26   | 27   | 23   | 22   |